# 敦賀ガス
敦賀ガス株式会社（つるがガスかぶしきかいしゃ ）は、福井県敦賀市を営業エリアとする一般ガス事業者である。

## 事業概要
- 液化天然ガス（LNG、13A）の供給（都市ガス事業）
- 液化石油ガスの供給（簡易ガス事業、個別配送供給）
- 天然ガス自動車向けのスタンド事業
- ガス器具の販売及び設置、工事、保守

## 会社概要
- 本店所在地 - 福井県敦賀市津内町一丁目14番2号
- 社長 - 竹中善一（越前エネライン社長を兼務）
- 需要家数 - 4,018（2005年6月現在）